# 阿格特霍斯特
阿格特霍斯特（德語：Agethorst）是德国石勒苏益格－荷尔斯泰因州的一个市镇。总面积6.10平方公里，总人口199人，其中男性107人，女性92人（2011年12月31日），人口密度33人/平方公里。